# Worlds Adrift
Worlds Adrift är ett datorspel inom genren MMO till Windows under utveckling av brittiska Bossa Studios. Spelet tillkännagavs i slutet på 2014 och släpptes som tidig utgåva på Steam den 17 maj 2018.
Spelet går ut på att bygga luftskepp och förflytta sig mellan svävande öar för att samla ihop resurser till att bygga större luftskepp som gör det möjligt att utforska större delar av spelvärlden.
Då utvecklarna inte längre fann det lönsamt att fortsätta arbeta på spelet samt att all tid gick åt att åtgärda problem i spelet istället för att hinna lägga till nytt material bestämde de sig för att stänga ned det juli 2019.

### Fotnoter
1. ↑  Chalk, Andy (19 december 2014). ”Worlds Adrift is a physics-based multiplayer game from the I Am Bread studio”. PC gamer. https://www.pcgamer.com/worlds-adrift-is-a-physics-based-multiplayer-game-from-the-i-am-bread-studio/. Läst 29 maj 2018.
2. 1 2  Wikesjö, Frode (10 april 2018). ”Worlds Adrift når Steam Early Access den 17 maj”. FZ.se. https://www.fz.se/nyhet/276302-worlds-adrift-nar-steam-early-access-den-17-maj. Läst 29 maj 2018.
3. ↑  Myrén, Jonny. ”Sandlådespelet Worlds Adrift stänger ned”. FZ.se. https://www.fz.se/nyhet/279953-sandladespelet-worlds-adrift-stanger-ned. Läst 7 december 2019.
4. ↑  Rachel, Weber (29 maj 2019). ”Skyship MMO Worlds Adrift is shutting down in July 2019”. Gamesradar. https://www.gamesradar.com/au/skyship-mmo-worlds-adrift-is-shutting-down-in-july-2019/. Läst 7 december 2019.